# Deutsche Turnmeisterschaften 2015

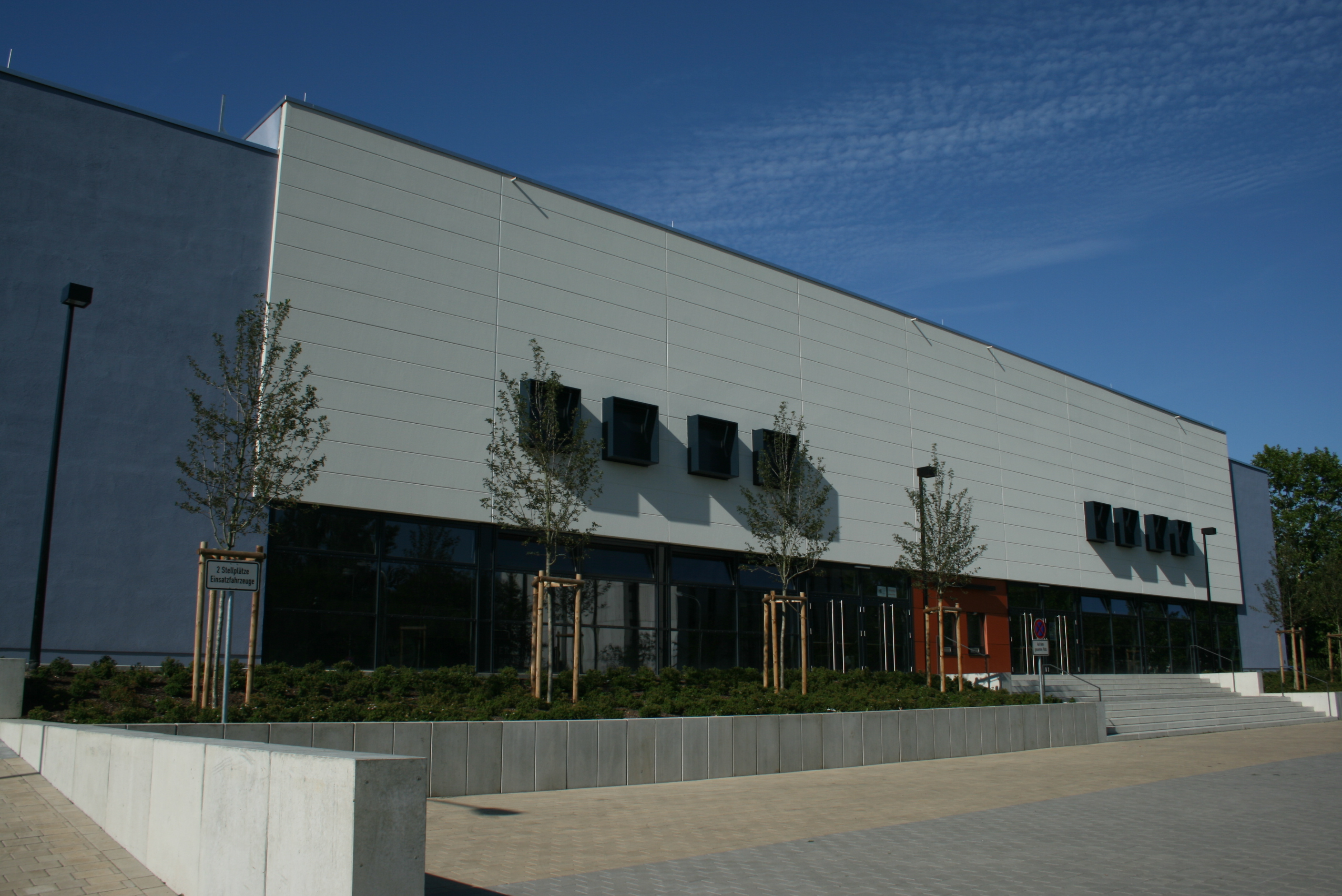
Der Veranstaltungsort Osthalle in Gießen

Die Deutschen Turnmeisterschaften 2015 wurden am 19. und 20. September in der Gießener Osthalle ausgetragen.
Deutscher Mehrkampfmeister der 82. Deutschen Meisterschaften wurde Fabian Hambüchen, bei den 75. Deutschen Meisterschaften der Damen gewann Elisabeth Seitz.

## Wettbewerbe der Herren

### Mehrkampf
| Platz            | Name                  | Verein                   | LTV | Boden (SG) | Pauschenpferd (SG) | Ringe (SG) | Sprung (SG) | Barren (SG) | Reck (SG) | Punkte |
| ---------------- | --------------------- | ------------------------ | --- | ---------- | ------------------ | ---------- | ----------- | ----------- | --------- | ------ |
| 1                | Fabian Hambüchen      | TSG Niedergirmes         | HE  | 15,450     | 13,900             | 14,700     | 14,450      | 15,050      | 14,550    | 88,100 |
| 2                | Andreas Toba          | Turn-Klubb zu Hannover   | NI  | 12,900     | 13,800             | 14,600     | 14,200      | 14,400      | 15,050    | 84,950 |
| 3                | Christopher Jursch    | SC Cottbus               | BB  | 13,750     | 14,100             | 13,000     | 12,600      | 14,650      | 15,150    | 83,250 |
| 4                | Andreas Bretschneider | KTV Chemnitz             | SC  | 14,050     | 12,750             | 14,800     | 14,000      | 14,850      | 11,500    | 81,950 |
| 5                | Waldemar Eichorn      | TV Bous                  | SL  | 14,500     | 14,200             | 12,700     | 13,000      | 13,700      | 13,800    | 81,900 |
| 6                | Helge Liebrich        | TV Wetzgau               | SW  | 13,500     | 14,050             | 12,500     | 14,300      | 13,650      | 13,150    | 81,150 |
| 7                | Felix Pohl            | VfL Kirchheim unter Teck | SW  | 14,400     | 11,350             | 12,750     | 14,100      | 13,550      | 14,100    | 80,250 |
| 8                | Philipp Herder        | Sportclub Berlin         | BE  | 14,000     | 11,850             | 12,850     | 14,000      | 14,950      | 12,500    | 80,150 |
| 9                | Alexander Maier       | MTV Stuttgart            | SW  | 13,550     | 12,800             | 12,900     | 14,000      | 13,550      | 12,600    | 79,400 |
| 10               | Fabian Lotz           | TSG Niedergirmes         | HE  | 13,250     | 13,250             | 12,350     | 12,800      | 13,300      | 13,750    | 78,700 |
| 11               | Brian Gladow          | Sportclub Berlin         | BE  | 13,700     | 13,250             | 12,050     | 12,400      | 13,800      | 13,500    | 78,700 |
| 12               | Florian Lindner       | KTV Chemnitz             | SC  | 13,050     | 11,400             | 13,450     | 14,000      | 13,500      | 11,000    | 76,400 |
| 13               | Johannes Schaal       | TV Wetzgau               | SW  | 12,250     | 12,900             | 11,950     | 13,200      | 11,650      | 12,550    | 74,500 |
| 14               | Thao Viet Hoang       | Sportclub Berlin         | BE  | 13,150     | 10,400             | 14,100     | 13,700      | 11,600      | 11,100    | 74,050 |
| 15               | Lasse Gauch           | TSV Kronshagen           | SH  | 13,800     | 12,000             | 10,050     | 13,350      | 12,450      | 10,950    | 72,600 |
| 16               | Luca Ehrmanntraut     | TV Limbach               | SL  | 11,800     | 10,650             | 11,250     | 14,350      | 11,950      | 12,600    | 72,600 |
| 17               | Sebastian Quensell    | Kieler MTV               | SH  | 12,350     | 13,150             | 10,550     | 12,550      | 12,200      | 11,600    | 72,400 |
| 18               | Stefan Miedl          | TSV Mühldorf             | BY  | 13,200     | 11,150             | 11,900     | 13,550      | 12,600      | 9,700     | 72,100 |
| 19               | Falk Daniel Uhlig     | TG Friesen Klafeld       | WE  | 13,700     | 9,950              | 10,650     | 13,100      | 12,300      | 12,200    | 71,900 |
| 20               | Nicolai Ullrich       | TSV Weilheim             | BY  | 12,100     | 10,250             | 12,300     | 12,350      | 12,650      | 11,650    | 71,300 |
| 21               | Sebastian Krimmer     | MTV Stuttgart            | SW  | 13,550     | 14,400             | 0,000      | 14,200      | 13,500      | 14,400    | 70,050 |
| 22               | Thore Gauch           | TSV Kronshagen           | SH  | 12,600     | 11,250             | 9,600      | 11,350      | 11,350      | 11,450    | 67,600 |
| 23               | Matthias Fahrig       | SV Halle                 | SA  | 13,800     | 11,400             | 0,000      | 14,950      | 13,900      | 11,750    | 65,800 |
| 24               | Marcel Nguyen         | TSV Unterhaching         | BY  | 0,000      | 12,700             | 14,800     | 0,000       | 15,700      | 14,600    | 57,800 |
| 25               | Sebastian Bock        | KTV Chemnitz             | SC  | 0,000      | 9,100              | 11,500     | 0,000       | 14,100      | 13,500    | 48,200 |
| 26               | Nico Ermert           | TV Freudenberg           | WE  | 5,200      | 0,000              | 0,000      | 0,000       | 0,000       | 12,400    | 17,600 |
| 27               | Ivan Rittschick       | KTV Chemnitz             | SC  | 0,000      | 14,850             | 0,000      | 0,000       | 0,000       | 0,000     | 14,850 |
| Außer Konkurrenz | Anton Fokin           | Usbekistan               | UZB | 14,400     | 14,550             | 14,500     | 13,800      | 13,950      | 14,250    | 85,450 |
| Außer Konkurrenz | Eduard Shaulov        | Usbekistan               | UZB | 14,550     | 10,300             | 0,000      | 0,000       | 0,000       | 13,400    | 38,250 |

### Boden
| Platz | Name                  | Verein                   | LTV | Wertung (SG) | Punktkorrektur | Punkte |
| ----- | --------------------- | ------------------------ | --- | ------------ | -------------- | ------ |
| 1     | Fabian Hambüchen      | TSG Niedergirmes         | HE  | 8,900 (6,4)  | 0,0            | 15,300 |
| 2     | Waldemar Eichorn      | TV Bous                  | SL  | 8,450 (5,8)  | 0,0            | 14,250 |
| 3     | Felix Pohl            | VfL Kirchheim unter Teck | SW  | 8,225 (6,0)  | 0,0            | 14,225 |
| 4     | Lasse Gauch           | TSV Kronshagen           | SH  | 7,925 (5,4)  | −0,2           | 13,125 |
| 5     | Andreas Bretschneider | KTV Chemnitz             | SC  | 6,550 (5,7)  | 0,0            | 12,250 |
| 6     | Philipp Herder        | Sportclub Berlin         | BE  | 6,100 (5,9)  | 0,0            | 12,000 |

### Pauschenpferd
| Platz | Name               | Verein           | LTV | Wertung (SG) | Punktkorrektur | Punkte |
| ----- | ------------------ | ---------------- | --- | ------------ | -------------- | ------ |
| 1     | Ivan Rittschick    | KTV Chemnitz     | SC  | 8,550 (6,5)  | 0,0            | 15,050 |
| 2     | Sebastian Krimmer  | MTV Stuttgart    | SW  | 9,025 (6,0)  | 0,0            | 15,025 |
| 3     | Helge Liebrich     | TV Wetzgau       | SW  | 8,075 (5,2)  | 0,0            | 13,275 |
| 4     | Waldemar Eichorn   | TV Bous          | SL  | 6,525 (6,5)  | 0,0            | 13,025 |
| 5     | Christopher Jursch | SC Cottbus       | BB  | 6,300 (5,4)  | 0,0            | 11,700 |
| 6     | Fabian Hambüchen   | TSG Niedergirmes | HE  | 6,075 (4,9)  | 0,0            | 10,975 |

### Ringe
| Platz | Name                  | Verein                 | LTV | Wertung (SG) | Punktkorrektur | Punkte |
| ----- | --------------------- | ---------------------- | --- | ------------ | -------------- | ------ |
| 1     | Marcel Nguyen         | TSV Unterhaching       | BY  | 8,950 (6,1)  | 0,0            | 15,050 |
| 2     | Andreas Bretschneider | KTV Chemnitz           | SC  | 8,525 (6,3)  | 0,0            | 14,825 |
| 3     | Fabian Hambüchen      | TSG Niedergirmes       | HE  | 8,800 (5,9)  | 0,0            | 14,700 |
| 4     | Thao Viet Hoang       | Sportclub Berlin       | BE  | 8,250 (6,1)  | 0,0            | 14,350 |
| 5     | Andreas Toba          | Turn-Klubb zu Hannover | NI  | 7,925 (6,4)  | 0,0            | 14,325 |
| 6     | Florian Lindner       | KTV Chemnitz           | SC  | 8,025 (6,3)  | 0,0            | 14,325 |

### Sprung
| Platz | Name               | Verein             | LTV | 1. Sprung (SG) | 2. Sprung (SG) | Wertung | Punktkorrektur | Punkte |
| ----- | ------------------ | ------------------ | --- | -------------- | -------------- | ------- | -------------- | ------ |
| 1     | Matthias Fahrig    | SV Halle           | SA  | 9,425 (5,6)    |                | 15,025  | 0,0            | 14,887 |
| 1     | Matthias Fahrig    | SV Halle           | SA  |                | 9,150 (5,6)    | 14,750  | 0,0            | 14,887 |
| 2     | Luca Ehrmanntraut  | TV Limbach         | SL  | 8,825 (5,2)    |                | 14,025  | 0,0            | 13,625 |
| 2     | Luca Ehrmanntraut  | TV Limbach         | SL  |                | 7,625 (5,6)    | 13,225  | 0,0            | 13,625 |
| 3     | Christopher Jursch | SC Cottbus         | BB  | 8,950 (5,2)    |                | 13,650  | 0,0            | 13,375 |
| 3     | Christopher Jursch | SC Cottbus         | BB  |                | 8,700 (4,4)    | 13,100  | 0,0            | 13,375 |
| 4     | Thao Viet Hoang    | Sportclub Berlin   | BE  | 8,875 (5,2)    |                | 14,075  | 0,0            | 14,075 |
| 4     | Thao Viet Hoang    | Sportclub Berlin   | BE  |                | 7,550 (5,2)    | 12,450  | −0,3           | 14,075 |
| 5     | Helge Liebrich     | TV Wetzgau         | SW  | 8,875 (5,2)    |                | 14,075  | 0,0            | 12,937 |
| 5     | Helge Liebrich     | TV Wetzgau         | SW  |                | 8,700 (5,2)    | 11,800  | −2,1           | 12,937 |
| 6     | Falk Daniel Uhlig  | TG Friesen Klafeld | WE  | 8,750 (4,4)    |                | 13,150  | 0,0            | 12,375 |
| 6     | Falk Daniel Uhlig  | TG Friesen Klafeld | WE  |                | 8,800 (2,8)    | 11,600  | 0,0            | 12,375 |

### Barren
| Platz | Name                  | Verein                 | LTV | Wertung (SG) | Punktkorrektur | Punkte |
| ----- | --------------------- | ---------------------- | --- | ------------ | -------------- | ------ |
| 1     | Marcel Nguyen         | TSV Unterhaching 1910  | BY  | 8,425 (6,7)  | 0,0            | 15,125 |
| 2     | Andreas Bretschneider | KTV Chemnitz           | SC  | 8,275 (6,6)  | 0,0            | 14,875 |
| 3     | Christopher Jursch    | SC Cottbus             | BB  | 8,950 (5,8)  | 0,0            | 14,750 |
| 4     | Fabian Hambüchen      | TSG Niedergirmes       | HE  | 7,875 (6,0)  | 0,0            | 13,875 |
| 5     | Philipp Herder        | Sportclub Berlin       | BE  | 7,375 (6,1)  | 0,0            | 13,475 |
| 6     | Andreas Toba          | Turn-Klubb zu Hannover | NI  | 7,050 (5,8)  | 0,0            | 12,850 |

### Reck
| Platz | Name               | Verein                   | LTV | Wertung (SG) | Punktkorrektur | Punkte |
| ----- | ------------------ | ------------------------ | --- | ------------ | -------------- | ------ |
| 1     | Fabian Hambüchen   | TSG Niedergirmes         | HE  | 8,600 (7,3)  | 0,0            | 15,900 |
| 2     | Christopher Jursch | SC Cottbus Turnen        | BB  | 8,550 (6,5)  | 0,0            | 15,050 |
| 3     | Andreas Toba       | Turn-Klubb zu Hannover   | NI  | 8,300 (6,6)  | 0,0            | 14,900 |
| 4     | Marcel Nguyen      | TSV Unterhaching         | BY  | 8,075 (6,1)  | 0,0            | 14,175 |
| 5     | Felix Pohl         | VfL Kirchheim unter Teck | SW  | 8,275 (5,6)  | 0,0            | 13,875 |
| 6     | Waldemar Eichorn   | TV Bous                  | SL  | 6,850 (5,7)  | 0,0            | 12,550 |

## Wettbewerbe der Damen

### Mehrkampf
| Platz | Name                | Verein                 | LTV | Sprung (SG) | Stufenbarren (SG) | Schwebebalken (SG) | Boden (SG) | Punkte |
| ----- | ------------------- | ---------------------- | --- | ----------- | ----------------- | ------------------ | ---------- | ------ |
| 1     | Elisabeth Seitz     | MTV Stuttgart          | SW  | 13,450      | 15,300            | 13,250             | 13,800     | 55,800 |
| 2     | Pauline Schäfer     | TV Pflugscheid-Hixberg | SL  | 14,900      | 13,650            | 14,150             | 13,000     | 55,700 |
| 3     | Sophie Scheder      | TUS Chemnitz-Altendorf | SC  | 14,200      | 14,050            | 13,450             | 13,800     | 55,500 |
| 4     | Leah Grießer        | TG Neureut             | BA  | 13,300      | 14,200            | 13,550             | 13,850     | 54,900 |
| 5     | Lisa-Katharina Hill | MTV Stuttgart          | SW  | 13,650      | 14,350            | 13,450             | 13,150     | 54,600 |
| 6     | Sarah Voss          | TZ DSHS Köln           | RL  | 13,950      | 12,850            | 12,500             | 13,150     | 52,450 |
| 7     | Pauline Tratz       | TSV Rintheim           | BA  | 14,100      | 11,550            | 11,900             | 13,450     | 51,000 |
| 8     | Antonia Alicke      | TG Böckingen           | SW  | 13,500      | 12,550            | 12,750             | 12,100     | 50,900 |
| 9     | Marlene Bindig      | Dresdner SC            | SC  | 13,250      | 11,400            | 12,100             | 12,800     | 49,550 |
| 10    | Nicole Fritz        | Heidenheimer Sportbund | SW  | 13,500      | 10,800            | 12,400             | 12,200     | 48,900 |
| 11    | Annika Göttler      | SSV Ulm                | SW  | 12,800      | 11,650            | 12,400             | 11,750     | 48,600 |
| 12    | Sonja Fischer       | TuS Traunreut          | BY  | 13,200      | 10,750            | 11,650             | 11,650     | 47,250 |
| 13    | Sarina Maier        | TB Neckarhausen        | SW  | 13,000      | 9,750             | 12,100             | 12,150     | 47,000 |
| 14    | Elisa Kuen          | Heidenheimer Sportbund | SW  | 12,750      | 10,050            | 12,500             | 11,350     | 46,650 |
| 15    | Toska Markgraf      | TV Planegg-Krailling   | BY  | 13,000      | 11,000            | 10,250             | 12,000     | 46,250 |
| 16    | Ruby van Dijk       | MTV Melsungen          | HE  | 12,000      | 12,350            | 9,900              | 11,600     | 45,850 |
| 17    | Natalie Wolfgang    | SSV Ulm                | SW  | 11,900      | 10,650            | 11,850             | 11,350     | 45,750 |
| 18    | Lynn Schwäke        | TSV Kronshagen         | SH  | 13,150      | 10,250            | 11,000             | 10,800     | 45,200 |
| 19    | Praw Ploy Phoemphun | Eintracht Frankfurt    | HE  | 12,700      | 5,700             | 10,550             | 11,950     | 40,900 |
| 20    | Kathrin Fudickar    | TSV Kronshagen         | SH  | 11,100      | 5,800             | 11,950             | 10,350     | 39,200 |
| 21    | Nadja Schulze       | SV Halle               | SA  | 0,000       | 12,400            | 0,000              | 0,000      | 12,400 |
| 22    | Janine Berger       | SSV Ulm                | SW  | 0,000       | 12,000            | 0,000              | 0,000      | 12,000 |

### Sprung
| Platz | Name            | Verein                 | LTV | 1. Sprung (SG) | 2. Sprung (SG) | Wertung | Punktkorrektur | Punkte |
| ----- | --------------- | ---------------------- | --- | -------------- | -------------- | ------- | -------------- | ------ |
| 1     | Pauline Schäfer | TV Pflugscheid-Hixberg | SL  | 9,500 (5,4)    |                | 14,900  | 0,0            | 14,650 |
| 1     | Pauline Schäfer | TV Pflugscheid-Hixberg | SL  |                | 9,400 (5,0)    | 14,400  | 0,0            | 14,650 |
| 2     | Pauline Tratz   | TSV Rintheim           | BA  | 9,200 (5,0)    |                | 14,200  | 0,0            | 13,866 |
| 2     | Pauline Tratz   | TSV Rintheim           | BA  |                | 9,133 (4,4)    | 13,533  | 0,0            | 13,866 |
| 3     | Nicole Fritz    | Heidenheimer Sportbund | SW  | 9,066 (4,6)    |                | 13,666  | 0,0            | 13,666 |
| 3     | Nicole Fritz    | Heidenheimer Sportbund | SW  |                | 8,666 (4,6)    | 13,266  | 0,0            | 13,666 |
| 4     | Lynn Schwäke    | TSV Kronshagen         | SH  | 8,766 (4,8)    |                | 13,466  | −0,1           | 13,299 |
| 4     | Lynn Schwäke    | TSV Kronshagen         | SH  |                | 8,533 (4,6)    | 13,133  | 0,0            | 13,299 |
| 5     | Sonja Fischer   | TuS Traunreut          | BY  | 8,966 (4,4)    |                | 13,366  | 0,0            | 13,199 |
| 5     | Sonja Fischer   | TuS Traunreut          | BY  |                | 8,833 (4,2)    | 13,033  | 0,0            | 13,199 |
| 6     | Ruby van Dijk   | MT Melsungen           | HE  | 8,733 (4,4)    |                | 13,133  | 0,0            | 12,916 |
| 6     | Ruby van Dijk   | MT Melsungen           | HE  |                | 8,500 (4,2)    | 12,700  | 0,0            | 12,916 |

### Stufenbarren
| Platz | Name                | Verein                 | LTV | Wertung (SG) | Punktkorrektur | Punkte |
| ----- | ------------------- | ---------------------- | --- | ------------ | -------------- | ------ |
| 1     | Elisabeth Seitz     | MTV Stuttgart          | SW  | 8,666 (6,6)  | 0,0            | 15,466 |
| 2     | Sophie Scheder      | TUS Chemnitz-Altendorf | SC  | 8,833 (6,6)  | 0,0            | 15,433 |
| 3     | Lisa-Katharina Hill | MTV Stuttgart          | SW  | 8,100 (6,5)  | 0,0            | 14,600 |
| 4     | Leah Grießer        | TG Neureut             | BA  | 8,133 (5,8)  | 0,0            | 13,933 |
| 5     | Sarah Voss          | TZ DSHS Köln           | RL  | 7,866 (5,0)  | 0,0            | 12,866 |
| 6     | Pauline Schäfer     | TV Pflugscheid-Hixberg | SL  | 7,266 (5,1)  | 0,0            | 12,366 |

### Schwebebalken
| Platz | Name                | Verein                 | LTV | Wertung (SG) | Punktkorrektur | Punkte |
| ----- | ------------------- | ---------------------- | --- | ------------ | -------------- | ------ |
| 1     | Pauline Schäfer     | TV Pflugscheid-Hixberg | SL  | 9,266 (6,2)  | 0,0            | 15,466 |
| 2     | Elisabeth Seitz     | MTV Stuttgart          | SW  | 8,633 (5,6)  | 0,0            | 14,233 |
| 3     | Sophie Scheder      | TUS Chemnitz-Altendorf | SC  | 7,766 (5,5)  | 0,0            | 13,266 |
| 4     | Leah Grießer        | TG Neureut             | BA  | 8,066 (5,1)  | 0,0            | 13,166 |
| 5     | Antonia Alicke      | TG Böckingen           | SW  | 8,066 (5,1)  | 0,0            | 13,166 |
| 6     | Lisa-Katharina Hill | MTV Stuttgart          | SW  | 8,033 (5,0)  | 0,0            | 13,033 |

### Boden
| Platz | Name            | Verein                 | LTV | Wertung (SG) | Punktkorrektur | Punkte |
| ----- | --------------- | ---------------------- | --- | ------------ | -------------- | ------ |
| 1     | Leah Grießer    | TG Neureut             | BA  | 8,300 (5,4)  | 0,0            | 13,700 |
| 1     | Marlene Bindig  | Dresdner SC            | SC  | 8,800 (4,9)  | 0,0            | 13,700 |
| 3     | Pauline Tratz   | TSV Rintheim           | BA  | 8,366 (5,3)  | 0,0            | 13,666 |
| 4     | Elisabeth Seitz | MTV Stuttgart          | SW  | 8,166 (5,3)  | 0,0            | 13,466 |
| 5     | Pauline Schäfer | TV Pflugscheid-Hixberg | SL  | 7,433 (5,6)  | 0,0            | 13,033 |
| 6     | Sarah Voss      | TZ DSHS Köln           | RL  | 7,800 (5,1)  | 0,0            | 12,900 |